# Мирза Ага-хан Нури
Мирза Ага-хан Нури (перс. میرزا آقاخان نوری‎; род. 1807 — ум. 25 марта 1865) — премьер-министр (визирь) Ирана при Насреддин-шахе, государственный деятель.

## Биография
Мирза Ага-хан Нури родился в 1807 году в Тегеране в семье Мирза Асадуллах-хана.
В 1852 году убедил пьяного Насреддин-шаха казнить Мирза Таги-хана. В результате придворных интриг шах снял Амир-Кабира с должности и послал в ссылку в Кашан.
Русское посольство предлагало Амир-Кабиру убежище в России, однако он отказался. Когда шах был в состоянии опьянения, его мать и её помощники смогли выпросить у шаха приказ казнить Амир-Кабира, обвиняя его в замыслах узурпировать трон. Приказ был выполнен немедленно, Амир-Кабир был убит в кашанской бане цирюльником, который перерезал ему вены.
Мирза Ага-хан Нури тайно состоял в английским подданстве.
Могущество Великобритании с началом правления Насреддин-шаха было столь велико, что позволило разработать план заговора против иранского премьер-министра. Спустя почти три года после прихода к власти молодого шаха Мирза Таги-хан Амир-Кабир был умерщвлён в бане города Кашана. После него пост премьер-министра страны занял Мирза Ага-хан Нури, верный слуга британцев, которые теперь могли установить свою власть над шахским двором.
Мирза Асадолла-хан Нури, известный под именем Мирзы Ага-хана Этемад-од — Доуле, бывший со времени царствования Мохаммед-шаха военным министром, стал вместо Мирзы Таги-хана Амире Кабира главой правительства.
Мирза Ага-хан Нури был деловым, сообразительным, приветливым и гостеприимным человеком. Он предоставлял широкие права своим подчинённым, особенно близким помощникам, но, опасаясь неверности и предательства, назначал на должности только своих родственников. В те времена это был единственно надёжный путь для политических деятелей избежать предательства.
15 августа 1852 году, некто Садик Табризи, приказчик кондитерской лавки в Тегеране, действуя сообща с неким столь же безвестным Фатуллой Куми, под видом праздных зевак пробравшись в Нейаваран, где разбили лагерь гвардейские полки и находилась резиденция государя, стоя у обочины дороги, выстрелил из пистолета в шаха в тот момент, когда он выезжал верхом на прогулку. Осмотр оружия, из которого был произведен выстрел, с несомненностью показал, что покушавшийся на жизнь шаха юноша полубезумен, и ни один человек в здравом рассудке не стал бы подстрекать его к столь опрометчивому и бессмысленному шагу.
Вследствие покушения в Нейаваране, где собрался весь двор и войска личной охраны, поднялся невообразимый переполох. Первый министр Мирза Ага-хан Нури, Этимад уд-Доуле, преемник Эмира Низама, охваченный ужасом, вместе с остальными придворными, бросился к месту, где лежал раненый государь. Гром фанфар и барабанов, пронзительные звуки флейт сзывали отовсюду гостей Его Императорского Величества. Адъютанты шаха, кто верхом, кто пеший, столпились на площади перед дворцом. Кругом царила паника: каждый отдавал приказы, но никто им не повиновался, никто никого не слушал, и никто не понимал, что, собственно, происходит. Губернатор Тегерана Ардашир Мирза, отдавший тем временем приказ войскам патрулировать безлюдные городские улицы, велел также запереть городские и крепостные ворота, привел в готовность артиллерию и поспешно отправил гонца — узнать, насколько достоверны ходившие среди населения слухи, и потребовать дальнейших распоряжений.